# Liste der Nummer-eins-Hits in Portugal (2004)
Diese Liste enthält alle Nummer-eins-Hits in Portugal im Jahr 2004. Es gab in diesem Jahr 22 Nummer-eins-Singles und 16 Nummer-eins-Alben.
| Singles | Alben |
| --- | --- |
| - Era – Looking for Something - 3 Wochen (25. Dezember 2003 – 14. Januar 2004, insgesamt 5 Wochen) - Eminem – Lose Yourself - 2 Wochen (15. Januar – 28. Januar) - Era – Looking for Something - 1 Woche (29. Januar – 4. Februar, insgesamt 5 Wochen) - Evanescence – My Immortal - 1 Woche (5. Februar – 11. Februar, insgesamt 5 Wochen) - Era – Looking for Something - 1 Woche (12. Februar – 18. Februar, insgesamt 5 Wochen) - Evanescence – My Immortal - 4 Wochen (19. Februar – 17. März, insgesamt 5 Wochen) - George Michael – Amazing - 2 Wochen (18. März – 31. März) - Britney Spears – Toxic - 1 Woche (1. April – 7. April) - Nelly Furtado – Try - 3 Wochen (8. April – 28. April) - HIM (His Infernal Majesty) – Solitary Man - 1 Woche (29. April – 5. Mai) - Anastacia – Left Outside Alone - 3 Wochen (6. Mai – 26. Mai) - Madredeus – Un amor infinito - 2 Wochen (27. Mai – 9. Juni, insgesamt 3 Wochen) - Nelly Furtado – Força - 1 Woche (10. Juni – 16. Juni, insgesamt 3 Wochen) - Madredeus – Un amor infinito - 1 Woche (17. Juni – 23. Juni, insgesamt 3 Wochen) - Nelly Furtado – Força - 2 Wochen (24. Juni – 7. Juli, insgesamt 3 Wochen) - Rodrigo Leão – Rosa - 2 Wochen (8. Juli – 21. Juli, insgesamt 3 Wochen) - O-Zone: Dragostea din tei - 1 Woche (22. Juli – 28. Juli, insgesamt 4 Wochen) - Rodrigo Leão – Rosa - 2 Wochen (29. Juli – 4. August, insgesamt 3 Wochen) - George Michael: Flawless (Go to the City) - 2 Wochen (5. August – 18. August) - The Black Eyed Peas: Let’s Get It Started - 2 Wochen (19. August – 1. September) - O-Zone: Dragostea din tei - 2 Wochen (2. September – 15. September, insgesamt 4 Wochen) - Anastacia – Sick and Tired - 1 Woche (16. September – 22. September) - O-Zone: Dragostea din tei - 1 Woche (23. September – 29. September, insgesamt 4 Wochen) - Ivete Sangalo – Flor do Reggae - 2 Wochen (30. September – 12. Oktober) - Robbie Williams – Radio - 1 Woche (13. Oktober – 19. Oktober) - Da Weasel – Re-tratamento - 3 Wochen (20. Oktober – 12. November) - Eminem – Just Lose It - 2 Wochen (13. November – 26. November) - U2 – Vertigo - 2 Wochen (27. November – 10. Dezember) - Xutos & Pontapés – Ai se ele cai - 1 Woche (11. Dezember – 17. Dezember, insgesamt 3 Wochen; → 2005) - Band Aid 20 – Do They Know It's Christmas? - 3 Wochen (18. Dezember 2004 – 7. Januar 2005) | - Rui Veloso – O concerto acústico - 7 Wochen (20. November 2003 – 7. Januar 2004) - Maria Rita – Maria Rita - 4 Wochen (8. Januar – 4. Februar) - Evanescence – Fallen - 1 Woche (5. Februar – 11. Februar) - Norah Jones – Feels Like Home - 4 Wochen (12. Februar – 10. März) - Russell Watson – The Voice - 4 Wochen (11. März – 7. April) - Diana Krall – The Girl in the Other Room - 6 Wochen (8. April – 19. Mai) - Madredeus – Un amor infinito - 3 Wochen (20. Mai – 9. Juni) - Xutos & Pontapés – O mundo ao contrario - 3 Wochen (10. Juni – 30. Juni) - Rodrigo Leão – Cinema - 1 Woche (1. Juli – 7. Juli) - Adriana Calcanhotto: Adriana Partimpim - 7 Wochen (8. Juli – 25. August) - O-Zone: DiscO-Zone - 8 Wochen (26. August – 15. Oktober) - Robbie Williams – Greatest Hits - 3 Wochen (16. Oktober – 5. November) - Phil Collins – Love Songs: A Compilation… Old and New - 2 Wochen (6. November – 19. November) - U2 – How to Dismantle an Atomic Bomb - 4 Wochen (20. November – 17. Dezember) - Seal – Best 1991–2004 - 1 Woche (18. Dezember – 24. Dezember, insgesamt 6 Wochen; → 2005) - Humanos – Humanos - 1 Woche (25. Dezember – 31. Dezember, insgesamt 3 Wochen; → 2005) |